# Sopor
Sopor, stan półśpiączki ("przedśpiączka", "odrętwienie") – stan ilościowego zaburzenia świadomości.
Chory w soporze pozostaje w patologicznie głębokim śnie, reaguje jedynie na ból oraz bodźce słuchowe (potrafi niekiedy powiedzieć np. swoje nazwisko), jest niezdolny do wykonania czynności bardziej złożonych. Sopor pojawia się w przypadkach zatruć, urazów głowy, ciężkich chorób ogólnoustrojowych.